# برج المراقبة الروماني
 برج المراقبة الروماني  هو معلم أثري تونسي مصنف من قبل المعهد الوطني للتراث يقع في ولاية قابس في الجنوب الشرقي التونسي، تحديدا في مدينة هنشير قدح السدر تم تصنيف المعلم في يوم 1 مارس 1905 .

## مقالات ذات صلة
- قائمة المعالم الأثرية المصنفة في تونس